# José Humberto Vega Vázquez
José Humberto Vega Vázquez (nascut el 3 de novembre de 1957) és un polític mexicà afiliat al PRD. A partir de 2013 va exercir com a diputat de la LXII Legislatura del Congrés mexicà en representació de l'Estat de Tlaxcala.